# Sancho VI de Navarra
Sancho VI de Navarra, O Sábio (21 de abril de 1132 — 27 de junho de 1194), foi rei de Navarra, o primeiro a abandonar definitivamente o título de Rei de Pamplona para passar a usar o título de rei de Navarra, de 1150 até sua morte. O seu reinado foi caracterizado por constantes confrontos com o Reino de Castela e o Reino de Aragão. Os seus maiores feitos foram a estabilização do reino e a inclusão dele na órbita política europeia. Realizou importantes obras arquitectónicas, tendo sido o fundador de muitos mosteiros cistercienses.

## Primeiros anos

### Vida familiar
Sancho Garcês nasceu a 21 de abril de 1132, como filho de Garcia Ramires, rei de Pamplona e de Margarida de L'Aigle, filha de Gilberto de L´Aigle, conde de L´Aigle e de Perche e de Juliana de Perche.
A relação dos seus pais não era a mais saudável, muito pelo contrário, o que terá afetado a infância do jovem Sancho e das suas irmãs, Branca e Margarida. Supõe-se que a sua mãe teve vários amantes, e demonstrou um grande favoritismo pelos seus parentes franceses. Sancho teve mais um irmão, chamado Rodrigo, mas que o pai se negou terminantemente a reconhecer como seu filho Nem a morte da mulher, a 25 de maio de 1141, fez o rei mudar de ideias. Sancho e as irmãs ficaram órfãos de mãe, mas, deduzindo-se pela atitude que mais tarde teria a infanta Margarida na Sicília, que nunca foi considerado um bastardo, pelo menos entre os seus irmãos.
O seu pai viria a casar uma segunda vez com Urraca Afonso, a Asturiana, filha bastarda de Afonso VII de Leão e Castela, de quem teria ainda uma filha, Sancha. Esta veio a ser uma peça importante na política do reinado de Sancho.

### O acesso da família ao poder
Na altura do nascimento de Sancho, Navarra ainda estava em união pessoal com o Reino de Aragão, vigente desde o assassinato de Sancho Garcês IV de Pamplona em 1076. Nesse ano, Sancho Ramires de Aragão, primo de Sancho IV e também neto paterno de Sancho Garcês III de Pamplona, declarara a união dos dois estados sob a sua pessoa, união essa que estava prestes a terminar, com a morte sem descendentes de Afonso I de Aragão, a 8 de setembro de 1134. No seu testamento, Navarra deveria ser repartida entre as  Ordens do Templo, do Hospital e do Santo Sepulcro de Jerusalém. Contudo, o povo navarro aproveitou este vazio de poder para voltar a separação entre os dois reinos, e assim nomearam Garcia Ramires, neto do infante Sancho Garcês, por sua vez meio-irmão bastardo do assassinado Sancho IV, como sucessor no trono. Contudo, a sua condição bastarda e o testamento do antecessor foram sempre um impedimento para que fosse visto como rei pelo Papa. Roma designou-o, a Garcia e também a Sancho VI, como Dux Pampilonensium ou Dux Navarrorum (Duque dos Pamploneses ou Duque dos Navarros). O título de duque era na época dado ao governante eleito pelo povo.
Garcia vira o reino perder a sua fronteira muçulmana e a possibilidade de se expandir para Sul, ao que se acrescentou a exigência, pelo rei Afonso VII de Leão e Castela de vassalagem que lhe era devida na condição de Imperator Hispaniae. Foi motivo suficiente para uma tensão entre ambos que se estendeu por todo o reinado.

## Reinado

### A ameaça de anexação, 1150-1157
Sancho VI herdou do seu pai um reino débil, ameaçado pelo rei Afonso VII de Leão e Castela e pelo conde Raimundo Berengário IV de Barcelona, então príncipe regente do Reino de Aragão, que, em 1140, haviam acordado repartir entre ambos o Reino de Pamplona, pelo Tratado de Carrión. O seu pai havia tentado a paz com Aragão por meio de um tratado, em 1149, que requeria o matrimónio deste conde catalão com a infanta Branca, irmã de Sancho. O casamento não se chegara, no entanto, a concretizar pois Raimundo Berengário estava já prometido a Petronila de Aragão, com quem acabara por casar, desfazendo-se a aliança e o tratado, e ser ainda, nos primeiros anos do reinado de Sancho VI, uma ameaça à própria existência do reino.
Tentando uma aproximação ao conde de Barcelona, o rei de Leão e Castela assinou com este, a 27 de janeiro de 1151, o Tratado de Tudilén, que como o de Carrión, tinha por principal tema a repartição do reino pamplonês-navarro. Provavelmente tentando escolher um lado, Sancho optou por renovar a vassalagem do seu reino a Afonso VII e casou a sua irmã Branca com o filho mais velho deste, o infante Sancho.
As medidas de Sancho VI serviram apenas para adiar os objetivos dos seus dois vizinhos, que continuaram a luta até 1153, quando Sancho assinou uma nova paz com Afonso VII, em Soria, que se estabeleceu com o noivado da infanta imperial Sancha com o rei de Navarra, que foi também armado cavaleiro pelo futuro sogro.

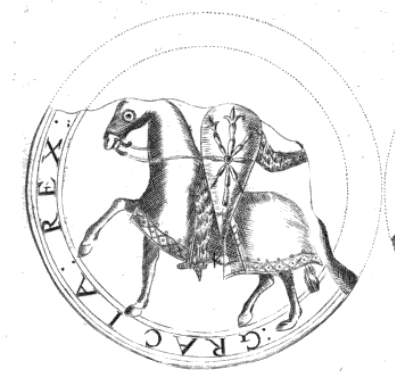
Selo deteriorado de Sancho VI

Em maio de 1157, a ameaça para Sancho regressa com um terceiro tratado, o de Lérida, entre Leão-Castela e Aragão acordando novamente a repartição de Navarra, que acabou por não se cumprir com a morte de Afonso VII a 21 de agosto de 1157. Aliviado, Sancho apressou-se a jurar vassalagem ao novo rei de Castela e seu cunhado, Sancho III, que foi entronizado a 11 de novembro desse ano.

### O enfraquecimento dos opositores, 1158-1164
A repentina morte de Sancho III a 31 de agosto de 1158 deixava o trono castelhano para o único filho, Afonso VIII de Castela, então com apenas três anos de idade. A luta que se veio a desencadear pela tutela do rei-menino, sobretudo entre a Casa de Lara e a Casa de Castro desestabilizou Castela, deixando-a débil e praticamente indefesa. Sancho soube aproveitar a oportunidade para se livrar da desvantajosa vassalagem com aquele reino.
Como se não bastasse, a 8 de agosto de 1162 faleceu Raimundo Berengário de Barcelona, que devolveu o reino de Aragão à esposa e agora viúva, Petronila de Aragão, a rainha legítima e filha de Ramiro II de Aragão. Contudo, esta rapidamente abdicou, deixando, em 1164, o reino ao seu filho de sete anos, Afonso II de Aragão, que, dada a idade, necessitou também de um conselho tutelar. As duas principais ameaças a Sancho estavam agora reduzidas a estados governados por crianças e conselhos de regência, o que alterava o tabuleiro político em seu claro favor, e lhe dava uma liberdade quase total para expandir o reino.

### Campanhas militares e expansão, 1164-1169

Navarra no reinado de Sancho VI.
Reino de Navarra
Território ganho, de carácter permanente (1198-1200)
Primeiros domínios a norte(a partir de 1189)
Ocupação temporária
Reino de Artajona sob (filho de) e a sua esposa, Branca de Navarra (1153-1158)
Reino de Nájera
Reino de Castela
Reino de Aragão

Sancho pactuou uma trégua de treze anos com os tutores aragoneses de Afonso II de Aragão, para deste modo poder assegurar a fronteira oriental e concentrar a sua atenção em Castela.
Antes de iniciar as campanhas, Sancho passou a intitular-se Rex Navarre, ao invés do tradicional Rex Pampilonensium, uma mudança simbólica que muito deixa entrever no que diz respeito às ambições deste monarca. Assim, no outono de 1162 atacou o reino de Castela em todas as suas frentes, anexando parte de La Rioja, e em 1163 enviou um exército para auxiliar Muhammad ibn Mardanis, que combatia os Almóadas.
Em meados da década, Sancho passou a tomar atitudes mais diplomáticasː a 28 de janeiro de 1165 assinou o Tratado de Tudela com Fernando II de Leão, em outubro de 1167 pactuou a trégua com Castela, e a 19 de dezembro de 1168 acordou com Afonso II de Aragão a repartição das terras muçulmanas conquistadas a sul.

### Nova retração navarra e campanhas castelhanas, 1169-1176
A 11 de novembro de 1169, Afonso VIII de Castela atingiu formalmente a maioridade, pois cumpria catorze anos. Com a estabilidade castelhana novamente assegurada, em junho de 1170 Afonso VIII, com a mediação de Henrique II de Inglaterra (futuro sogro), acordou com Afonso II de Aragão, em Sahagún, o auxílio mútuo contra qualquer inimigo. A aliança foi selada por dois matrimóniosː Afonso VIII desposou Leonor de Inglaterra, filha de Henrique II, e Afonso II desposou a tia do castelhano, Sancha de Castela. Cumpria-se assim o acordado no Tratado de Lérida, assinado anos antes.
Sancho viu o pesadelo repetir-se mais uma vez, dado que a aproximação de Castela e Aragão cercava Navarra novamente, e desta vez contava ainda com o patrocínio de Inglaterra, que era também duque da Aquitânia e portanto senhor das terras a norte de Navarra. Sancho estava completamente cercado. A situação precária desestabilizou de tal forma o reino navarro que vários nobres, quer donos de pequenos territórios, quer parte do conselho de administração do reino, terão abandonado Sancho e passaram a servir o rei castelhano ou o aragonês.
Para piorar a situação, Afonso VIII não perdeu tempo em recuperar as terras perdidas para Navarra, iniciando as campanhas na primavera de 1173. Nesta primeira campanha Afonso VIII estava em Almazán a 27 de janeiro, doando umas herdades, e a 31 de julho regressava de Navarra por Enciso. Em setembro desse ano saiu uma segunda expedição, maior que a primeira, que chegou a Pamplona a 23 de outubro. A 10 de dezembro, no entanto, o exército já se encontrava em Burgos, indicando que já havia regressado.
No final da primavera de 1174 organizou-se nova campanha, desta vez composta dos exércitos castelhano e aragonês. Em julho, Afonso II tomou e destruiu o castelo de Milagro. Afonso VIII venceu o exército navarro e cercou o castelo de Leguin (perto de Urroz-Villa), no qual se encontrava o próprio Sancho VI, que pôde escapar. Aquele castelo era a chave do sistema de defesa de  Pamplona. A 15 de agosto a expedição castelhana voltou a Burgos. Entre o verão de 1175 e o de 1176, organizaram-se mais duas expediçõesːa primeira castelhano-aragonesa, e a segunda, no verão de 1176, apenas castelhana.

### O acordo com Castela, 1176-1179
A 25 de agosto de 1176, Sancho VI e Afonso VIII decidiram pôr fim à contenda com uma trégua de sete anos e solicitaram para esse fim a arbitragem de Henrique II de Inglaterra. Ambas as partes expuseram os seus argumentosː
| Argumentos e disposições de Sancho VI de Navarra | Argumentos e disposições de Afonso VIII de Castela |
| --- | --- |
| 1. Os castelhanos assassinaram, em 1035, o rei de Navarra Garcia Sanches III de Pamplona O de Nájera, filho de Sancho Garcês III de Pamplona e mais tarde apoderaram-se do reino per violentian fuit expulsus, depois do homicídio de Sancho Garcês IV de Pamplona em Peñalén, em 1076, sem qualquer direito. 2. O rei de Navarra tem este Reino pela vontade de Deus. 3. Que os naturais, naturalium hominum expressaram a sua fidelidade ao Rei de Navarra. 4. Que assim o dispões a Lei, o Costume, o Cânone e todo o Direito. | 1. Afonso VIII de Castela descende de Sancho Garcês III de Pamplona e reclama vassalagem do rei pamplonês desde 1076. 2. Depois do homicídio de Sancho Garcês IV de Pamplona, Navarra e Nájera até Puente la Reina e Sangüesa passariam ao rei de Leão, Afonso VI. 3. Sancho VI de Navarra, aproveitou a menoridade de Afonso VIII e recuperou as terras de Nájera e ao sul do rio Ebro. 4. O rei de Leão e Castela conquistou Toledo. |
| 1. Pede o Mosteiro de Cudeyo, Montes de Oca, o vale de San Vicente, o vale de Ojacastro, Cinco Villas, Montenegro de Cameros, a Serra de Alba até Agreda. Exige tudo isto, a terra compreendida entre estes enclaves e Navarra, e as rendas desta mesma terra, desde que morreu o rei Sancho de Peñalén. 2. Além disso, pede o que o rei Afonso tirou ao seu pai pela forçaː os castelos cristão e judeu de Nájera, Grañón, Pancorvo, Belorado, Cerezo de Río Tirón, Monasterio, Cellorigo, Bilibio, Meltria, Viguera, Clavijo, Berberana, Lantarón. 3. Igualmente, pede a restituição da posse e as rendas dos castelos de Quel, Ocón, Pazuengos, Grañón, Cerezo de Río Tirón, Valluércanos, Treviana, Murillo, Ameyugo, Miranda, Santa Gadea, Salinas, Portilla, Malvecín, Leguín e o castelo que tem Godín. 4. Pede que o rei de Castela lhe devolva uma soma de cem mil marcos de prata. | 1. Demanda e pede a devolução de Logroño, Entrena, Navarrete, o que está em La Rioja, Ausenjo, Autol, Resa, em Alava com os seus mercados, a saber, Estibaliz e Divina, e todo o direito sobre a terra de Durango,... 2. Demanda e pede que o rei de Navarra lhe restitua Rueda de Jalón. 3. Pede as rendas de Logroño e dos restantes lugares mencionados, e uma indemnização, estimada em cem mil marcas de ouro. 4. Pede ainda Puente la Reina y Sangüesa e toda a terra entre as duas vilas até ao rio Ebro. 5. Pede metade de Tudela por direito materno, dado que Tudela não pertence de modo algum a Navarra. |

A 16 de março de 1177 ditou-se a sentença. Henrique II de Inglaterra determinou que ambos os reis deveriam devolver as conquistas durante o reinado de Afonso VIII, isto é, as fronteiras entre ambos os reinos deveriam regressar às que estavam estabelecidas em 1158. Assim, Sancho VI teve de devolver Logroño, Navarrete, Entrena e Ausejo, e recuperou Portilla e os castelos de Leguin e de Don Godín. Além disso, Afonso VIII devia pagar a Sancho VI 3 000 maravedis durante dez anos.
Portanto, Castela viu reconhecido o seu domínio sobre La Rioja e a Biscaia, e Navarra sobre Álava, Guipúzcoa e o Duranguesado. Dado que Sancho VI não ficou satisfeito com esta sentença, foi necessário que Afonso VIII acordasse com Aragão uma nova repartição de Navarra, pelo Tratado de Cazola a 20 de março de 1179, para que Sancho VI por fim se resignasse a aceitar o disposto em 1177.
No mês seguinte, a 15 de abril, numa nova reunião entre Nájera e Logroño, os reis de Navarra e Castela assinaram um novo tratado de paz, com a intenção de definir claramente as suas fronteiras e resolver de vez os conflitos de delimitação dos seus reinos. Um detalhe significativo deste pacto foi a ausência de qualquer referência à suposta vassalagem de Navarra a Castela, que com a intervenção inglesa se passara a considerar extinta desde a morte de Sancho III de Castela. Procedeu-se também à devolução efetiva das vilas, bens e rendas acordadas no mês anterior.

### Política interna, 1180-1190

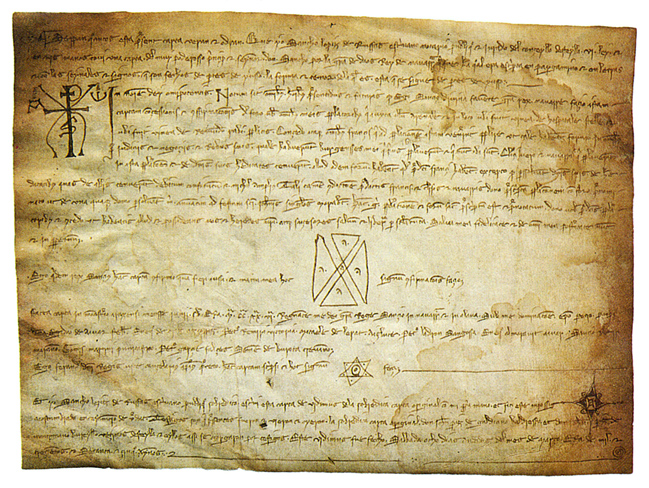
Documento da cúria de Sancho VI

Durante a década de 1180, Sancho, talvez exausto com a política castelhana, resolveu dedicar os seus esforços à reorganização da política interna. Destes anos, destaca-se a elaboração de um censo para melhorar a recolha de impostos. Concedeu também foros a várias cidades e fomentou o comércio. Na verdade, ao longo do seu reinado foi responsável por várias fundaçõesː
- A vila de Treviño, fundada em 1151,[9] ou segundo outros autores, em 1161,[7] capital do condado do mesmo nome e que em 1190 passou para a órbita castelhana;
- A vila de Laguardia, fundada em 1164, à qual deu foro, e na qual existia um castelo fundado por Sancho Garcês I de Pamplona em 908. Em 1172 veio a estender este foro a San Vicente de la Sonsierra;
- A vila de San Sebastián, na província de Guipúzcoa que recebeu foro em 1180, e foi fortificada, com claro objetivo de proteger a zona adquirida pela disposição inglesa de 1177. Promoveu aí também o comércio marítimo.
- A vila de Nueva Victoria (atual Vitoria-Gasteiz), na província de Álava, fundada e fortificada por Sancho em 1181, com objetivos semelhantes a San Sebastián, sobre a colina que ocupava a povoação primitiva de Gasteiz.[10]

## Últimos anosː período de alianças
O período final do seu reinado é de apaziguamento político, e de alianças, embora evitasse convergências mais sérias com Castela. De facto, desde 1177, Navarra passou a viver sob uma pressão política quase constante entre duas temíveis potências, Castela e Aragão. Sancho viu o reino regressar ao ponto em que começara o reinadoː temendo constantemente a invasão de qualquer um destes seus vizinhos. Não tiveram que passar muitos anos para que as suas preocupações lentamente tomassem proporções reais. Em 1200 (já depois da sua morte), Navarra perderia tudo o que ganhara com a sentença inglesaː Álava, Guipúzcoa e o Duranguesado regressariam à esfera castelhana. Por isso, Sancho decide começar a fazer alianças com poderosos estados do norte.

### Aliança aragonesa
Contudo, nessa década de 1190 uma volta inesperada veio mudar uma vez mais os destinos dos reinos peninsulares. Em 1190, Afonso VIII de Castela concluía uma trégua de cinco anos com os Almóadas, o que provocou um afastamento de Aragão, que via Castela, em clara expansão, como uma ameaça latente. Também Sancho VI almejava algum tipo de segurança mais concreta face ao enclave que constituía o seu reino entre Castela e Aragão. Assim, e embora soubesse ser uma situação precária, a 7 de setembro de 1190, Sancho VI assinou, em Borja, um pacto de amizade com Afonso II de Aragão, que entretanto se afastara de Afonso VIII de Castela, que envolvia ajuda mútua em caso de ataque do rei castelhano. Em julho de 1191, os reis navarro e aragonês voltaram a reunir-se, desta vez em Tarazona, para reafirmar a amizade entre ambos, e terão atacado a cidade de Soria em conjunto.
Contudo, Sancho VI tratou de evitar sempre compromissos irreversíveis contra o reino castelhano, e por isso não chegou a formar parte da Liga de Huesca, formada por Afonso II de Aragão, Afonso IX de Leão e Sancho I de Portugal, contra Afonso VIII de Castela.

### Aliança inglesa
Apesar disso, não deixou de parte as alianças a norte. Em 1165, havia conseguido que a sua meia-irmã, Sancha, desposasse o visconde occitano Gastão V de Béarn, numa tentativa de fazer expandir a sua influência para além dos Pirenéus. Consegue também, por volta de 1190, celebrar os esponsais da sua filha Berengária com o rei Ricardo I de Inglaterra. O monarca, naquele momento de partida para a Terceira Cruzada, dá instruções a Sancho para que enviasse Berengária para a Aquitânia, de onde partiriam, e organizariam o casamento no caminho. Sancho preferiu confiar a filha à futura sogra, Leonor da Aquitânia, que a acompanhou na embarcação que as conduziu à Sicília, onde Ricardo e Berengária se tornaram oficialmente noivos. De seguida, o casal partiu para Limassol na ilha de Chipre, onde Berengária desposou oficialmente o rei inglês a 12 de maio de 1191.
O acordo inglês garantiu a segurança do reino de Navarra, que partilhava agora laços ingleses com Castela, diminuindo a probabilidade de uma invasão castelhana em terras navarras. Sancho viria a auxiliar bastante o seu genroː na ausência de Ricardo, Sancho VI enviou um exército encabeçado pelo seu filho mais velho, o infante Sancho, para a Aquitânia para aí aniquilar uma revolta nobiliárquica, em 1192. Na primavera de 1194, o sacro-imperador Henrique VI apanhou Ricardo e manteve-o cativo. O rei inglês chegou a acordo com o sacro-imperador, propondo-lhe determinadas condições para o cumprimento do acordo. Sancho enviou o seu segundo filho, o infante Fernando, como fiador do cumprimento deste acordo.
Com expectativa semelhante à inglesa, Sancho começou talvez a perspetivar, embora já não visse concretizado, o casamento da sua outra filha, Branca com o conde francês Teobaldo III de Champanhe. O trâmite seria continuado pelo sucessor, Sancho VII de Navarra, e por fim concretizado em 1199. 

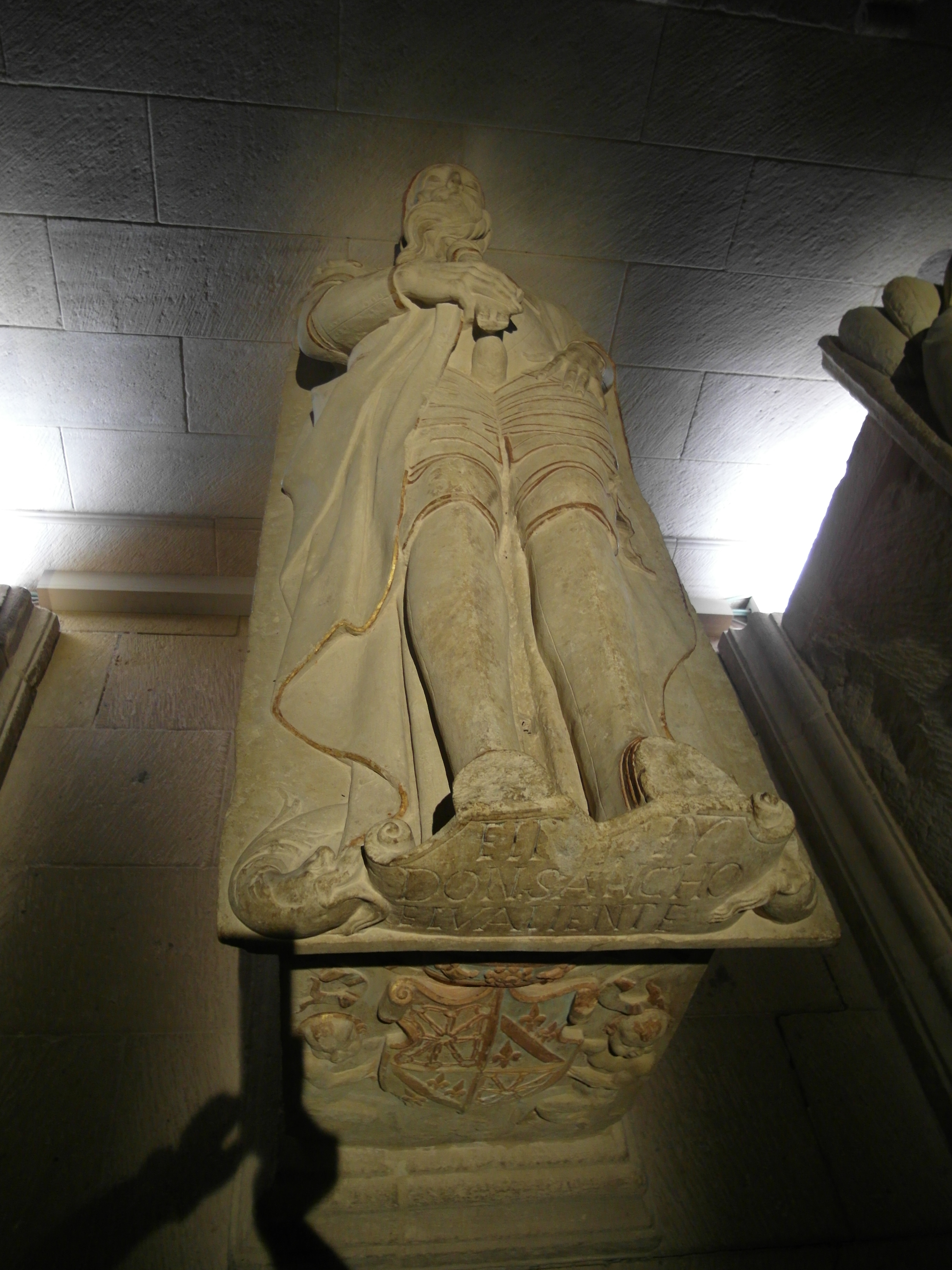
Túmulo de Sancho VI, no Mosteiro de Nájera

## Morte e posteridade
Sancho faleceu aos 62 anos, a 27 de junho de 1194, em Pamplona, e recebeu sepultura na Catedral de Pamplona. O seu túmulo encontra-se atualmente, porém, no Panteão dos Reis do Mosteiro de Santa María la Real de Nájera, junto a outros seus ascendentes.
O trono seria ocupado pelo seu filho primogénito, o infante Sancho Sánchez, que viria a tornar-se Sancho VII. Contudo, a morte deste, em 1234, e a sua falta de descendentes deu por terminada uma dinastia que governava Navarra havia mais de trezentos anos. Quem viria a ocupar o trono navarro seria, no entanto, um neto materno de Sancho VIː Teobaldo IV, conde de Champanhe, filho da sua filha, a infanta Branca. O norte franco, a terceira potência temida por Sancho VI além de Aragão e Castela, viria, por fim, a revelar-se como a ameaça que concretizaria de facto a ocupação navarra.

## Matrimónio e descendência
Sancho VI desposou, a 2 de junho de 1157, em Carrión de los Condes, com Sancha de Castela, infanta de Castela, filha de Afonso VII, Imperator Hispaniae, Rei de Leão Castela e de Berengária de Barcelona, de quem teve:
- Berengária de Navarra (1165 - 1230), casou com Ricardo I  "Ricardo Coração de Leão", rei de Inglaterra;
- Sancho VII de Navarra, (1170 - 1234) rei de Navarra  casou com Constança de Toulouse e depois do divorcio, casou se com Clemência;
- Branca de Navarra (1177 - 1229), condessa consorte de Champanhe pelo seu casamento com o conde Teobaldo III de Champagne,[13] conde de Champanhe, Troyes e de Meaux, foi regente de Navarra depois da morte de seu irmão Sancho VII e durante a minoria de idade de seu filho Teobaldo I de Navarra.
- Fernando de Navarra (m. 16 de Dezembro de 1207) enterrado provavelmente no Panteão Real de las Huelgas (Burgos).[14]
- Teresa e Constança,, falecidas muito novas.